# 김민선 (스피드스케이팅 선수)
김민선(金旼鮮, 1999년 6월 16일~)은 대한민국의 스피드스케이팅 선수이다. 단거리 전문 선수로 2018년과 2022년 동계 올림픽에 대한민국 국가대표로 참가했다. 현재 의정부시청에 소속되어 있다.

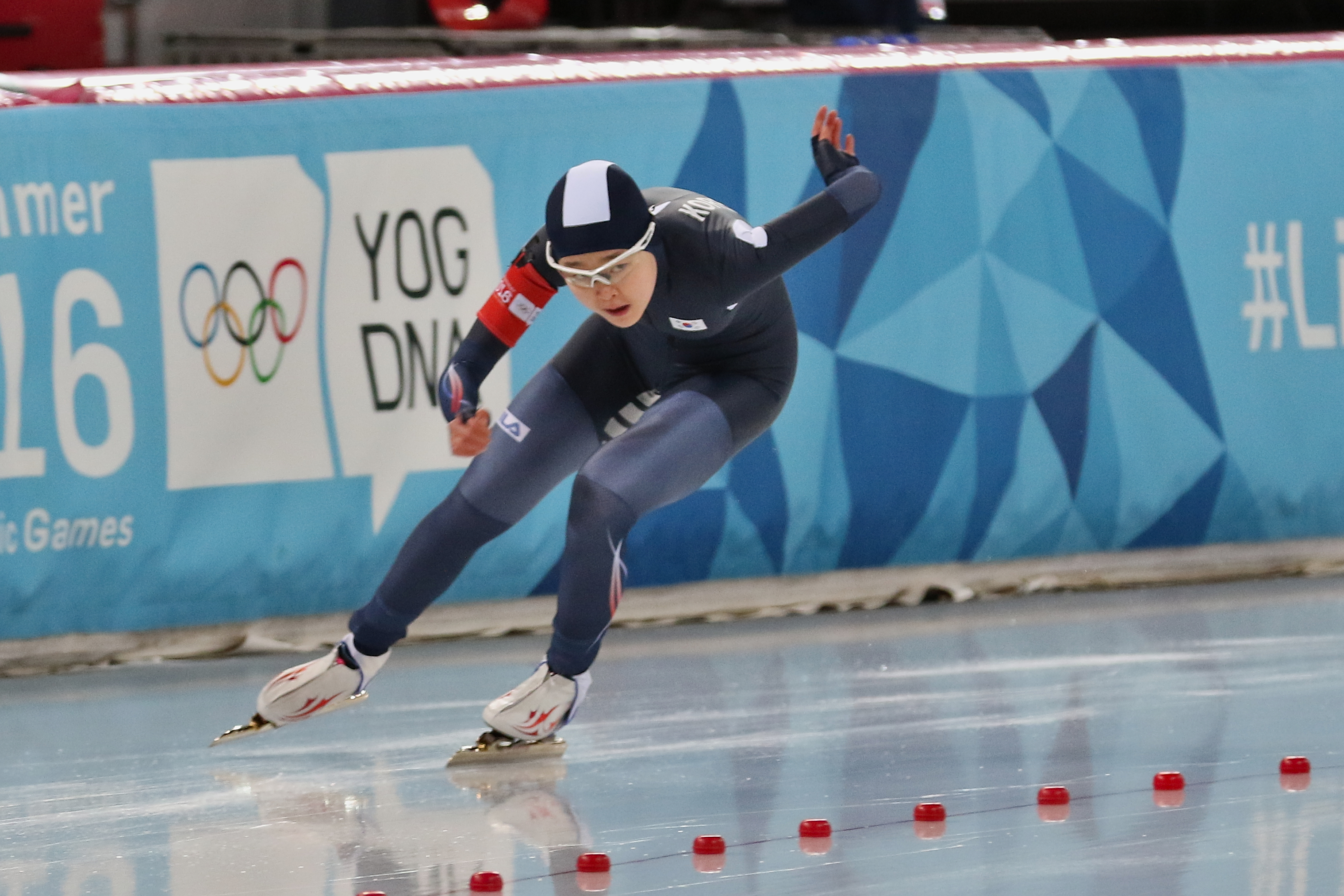
2016년 동계 청소년 올림픽 여자 500m 경기 당시의 김민선

## 경력
김민선은 1999년 서울특별시에서 태어났으며 본적은 평안남도 성천군인 실향민 3세이다. 11세때 스케이트를 시작했으며 처음에는 피겨스케이팅으로 입문했다. 아버지의 권유로 쇼트트랙을 하다가 교사의 권유로 스피드스케이팅을 시작했다.
청소년 선수로서 국내 대회에서 상위에 들렀으며 2015년에 처음으로 국가대표로 발탁되었다. 2016년 노르웨이 릴레함메르에서 열린 2016년 동계 청소년 올림픽에서 500m 종목 금메달, 매스스타트 종목 동메달을 획득했다.
2018년 평창에서 열린 2018년 동계 올림픽 참가를 앞두고 대회 개막 1주 전에 허리 부상을 입었다. 이로 인해 500m 종목에서 16위를 기록했다.